# 二甲
二甲，是臺灣臺南市六甲區的一個傳統地域名稱，位於該區中西部略偏南。相較於今日行政區，其範圍大致包括二甲里不含西南端、七甲里西部凸出部分的北側邊界地帶中西段。
本地區境內主要聚落為二甲。

## 歷史
台灣日治初期，二甲地區為一街庄，稱為「二甲庄」（舊制街庄），隸屬於赤山堡。該庄昔日北與水漆林庄為鄰，東與六甲庄為鄰，南邊為七甲庄，西邊為中社庄。
1901年（日治明治三十四年）11月11日，全台廢縣廳改設二十廳，該庄隸屬於鹽水港廳。1904年（明治三十七年）4月1日，該庄編入「六甲區」，隸屬於鹽水港廳。1906年（明治三十九年）4月1日，鹽水港廳內管轄區域調整，該庄仍隸屬於六甲區。1909年（明治四十二年）10月25日，全台合併二十廳為十二廳，六甲區改隸屬於臺南廳。1920年（大正九年）10月1日，全台地方制度大改正，廢十二廳改設五州二廳，該庄改制為「二甲」大字，隸屬於臺南州曾文郡六甲庄（新制街庄）。
戰後六甲庄改制為六甲鄉，隸屬於臺南縣，大字亦改制為村。1950年（民國39年）10月25日，雲、嘉、南分治，六甲鄉仍隸屬於臺南縣。2010年（民國99年）12月25日，臺南縣、市合併為直轄臺南市，六甲鄉改制為六甲區，村亦改制為里。

## 聚落
本地區發展較早的聚落為二甲，在日治期初期的官方地圖上已有繪出位置。

## 交通
市道174號是蘆竹溝至橫路的道路，經過本地區北部邊界地帶暨主聚落北側。由該道路西行可前往下營區、學甲區、北門區南部，並止於溪底寮地區的蘆竹溝聚落；東行可前往六甲區六甲市區、東山區東南部，並止於下南勢地區橫路聚落附近的市道175號路口。
區道南318線是葫蘆埤至嘉南的道路，經過本地區東南角。